# Liste der Bodendenkmäler in Weitramsdorf
Auf dieser Seite sind die Bodendenkmäler in der oberfränkischen Gemeinde Weitramsdorf zusammengestellt. Diese Tabelle ist eine Teilliste der Liste der Bodendenkmäler in Bayern. Grundlage ist die Bayerische Denkmalliste, die auf Basis des Bayerischen Denkmalschutzgesetzes vom 1. Oktober 1973 erstmals erstellt wurde und seither durch das Bayerische Landesamt für Denkmalpflege geführt wird. Die folgenden Angaben ersetzen nicht die rechtsverbindliche Auskunft der Denkmalschutzbehörde.

## Bodendenkmäler der Gemeinde Weitramsdorf

### Bodendenkmäler in der Gemarkung Altenhof
| Lage                | Objekt | Akten-Nr.     | Bild |
| ------------------- | --- | ------------- | ---- |
| Altenhof (Standort) | Freilandstation des Mesolithikums. | D-4-5731-0025 |      |
| Altenhof (Standort) | Freilandstation des Paläolithikums und des Mesolithikums, Siedlung des Neolithikums.                                                                           | D-4-5731-0026 |      |
| Altenhof (Standort) | Freilandstation des Mesolithikums, Siedlung der Linearbandkeramik und Wüstung der Karolingerzeit.                                                              | D-4-5731-0027 |      |
| Altenhof (Standort) | Bestattungsplatz mit Grabhügel vorgeschichtlicher Zeitstellung.                                                                                                | D-4-5731-0028 |      |
| Altenhof (Standort) | Neolithische Siedlung. | D-4-5731-1059 |      |
| Altenhof (Standort) | Siedlung vorgeschichtlicher Zeitstellung. | D-4-5731-1060 |      |
| Altenhof (Standort) | Vorgängerbauten sowie Befunde des Mittelalters und der frühen Neuzeit im Bereich von Schloß Tambach mit ehemalige Mühle und Brauhaus des Klostergutes Tambach. | D-4-5731-1061 |      |
| Altenhof (Standort) | Befunde der frühen Neuzeit im Bereich der Katholischen Filialkirche Mater dolorosa von Altenhof.                                                               | D-4-5731-1063 |      |

### Bodendenkmäler in der Gemarkung Dietersdorf
| Lage                   | Objekt                                                                     | Akten-Nr.     | Bild |
| ---------------------- | -------------------------------------------------------------------------- | ------------- | ---- |
| Dietersdorf (Standort) | Siedlung vor- und frühgeschichtlicher oder mittelalterlicher Zeitstellung. | D-4-5731-0086 |      |

### Bodendenkmäler in der Gemarkung Neundorf
| Lage                | Objekt | Akten-Nr.     | Bild |
| ------------------- | --- | ------------- | ---- |
| Neundorf (Standort) | Freilandstation des Jungpaläolithikums.                                                                                                   | D-4-5731-0060 |      |
| Neundorf (Standort) | Befunde des Mittelalters und der frühen Neuzeit im Bereich der Katholischen Pfarrkirche Mariä Geburt von Neundorf mit umwehrtem Kirchhof. | D-4-5731-0071 |      |

### Bodendenkmäler in der Gemarkung Weidach
| Lage               | Objekt                                              | Akten-Nr.     | Bild |
| ------------------ | --------------------------------------------------- | ------------- | ---- |
| Weidach (Standort) | Bestattungen karolingisch-ottonischer Zeitstellung. | D-4-5731-0017 |      |

### Bodendenkmäler in der Gemarkung Weitramsdorf
| Lage                    | Objekt                                                                                           | Akten-Nr.     | Bild |
| ----------------------- | ------------------------------------------------------------------------------------------------ | ------------- | ---- |
| Weitramsdorf (Standort) | Bestattungsplatz mit Grabhügel vorgeschichtlicher Zeitstellung.                                  | D-4-5731-0020 |      |
| Weitramsdorf (Standort) | Bestattungsplatz mit Grabhügel vorgeschichtlicher Zeitstellung.                                  | D-4-5731-0070 |      |
| Weitramsdorf (Standort) | Freilandstation des Mesolithikums und Siedlung und vor- und frühgeschichtlicher Zeitstellung.    | D-4-5731-1054 |      |
| Weitramsdorf (Standort) | Befunde der frühen Neuzeit im Bereich der Evangelisch-Lutherischen Pfarrkirche von Weitramsdorf. | D-4-5731-1055 |      |